# Metaplagia brevicornis
Metaplagia brevicornis là một loài ruồi trong họ Tachinidae.